# Bamendjo
Bamendjo est un village du Cameroun, chef-lieu de groupement et chefferie de 2e degré de la commune de Mbouda, situé dans le département des Bamboutos et la région de l'Ouest.

## Géographie
La chefferie est située à l'ouest de la route nationale 6 (axe Mbouda-Bafoussam) à 12 km au sud du chef-lieu communal Mbouda. Le groupement s'étend sur 17 km2, soit moins de 4% du territoire de l'arrondissement de Mbouda.

## Histoire
Bamendjo signifie village de Djo, ce nom provient de la création de la chefferie fondée en 1802, lors du partage du grand territoire Nda’a, un des six fils parti à la chasse manqua à l’appel. Pour se souvenir de lui, on attribua à sa part de territoire le suffixe Djeuh, en souvenir du nom de sa mère. Ce territoire est par suite désigné d'après le nom de son premier souverain, à savoir Djieuh, qui est transformé en Djo.

## Population et société
La population est relevée lors du recensement de 2005 (3e RGPH), on y a dénombré 6 196 habitants, dont 327 habitants pour la chefferie (King Place).

### Chefferie traditionnelle
La chefferie de Bamendjo est reconnue comme l'une des huit chefferies traditionnelles de 2e degré de l'arrondissement de Mbouda par l'administration  camerounaise.

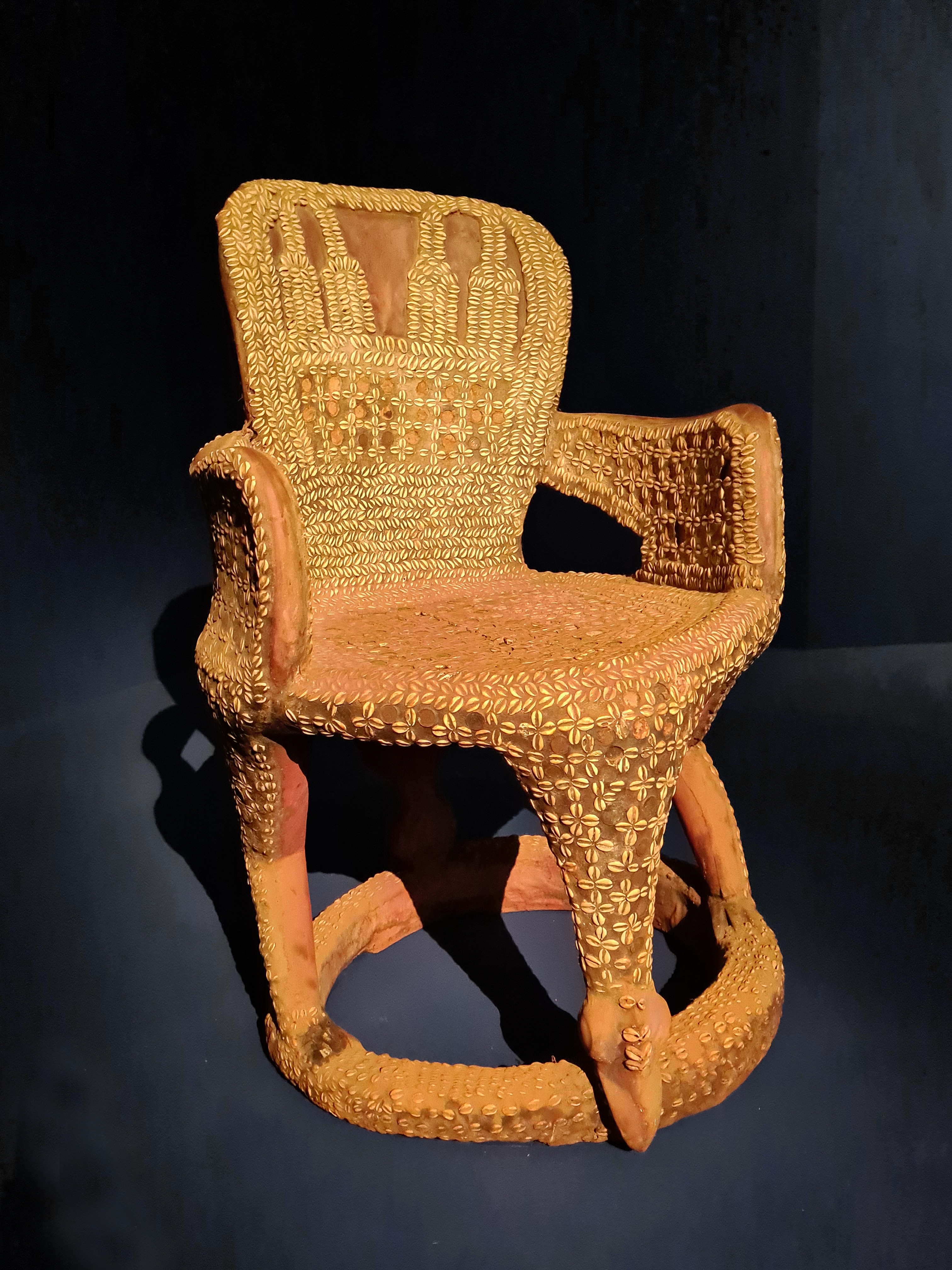
Trône.
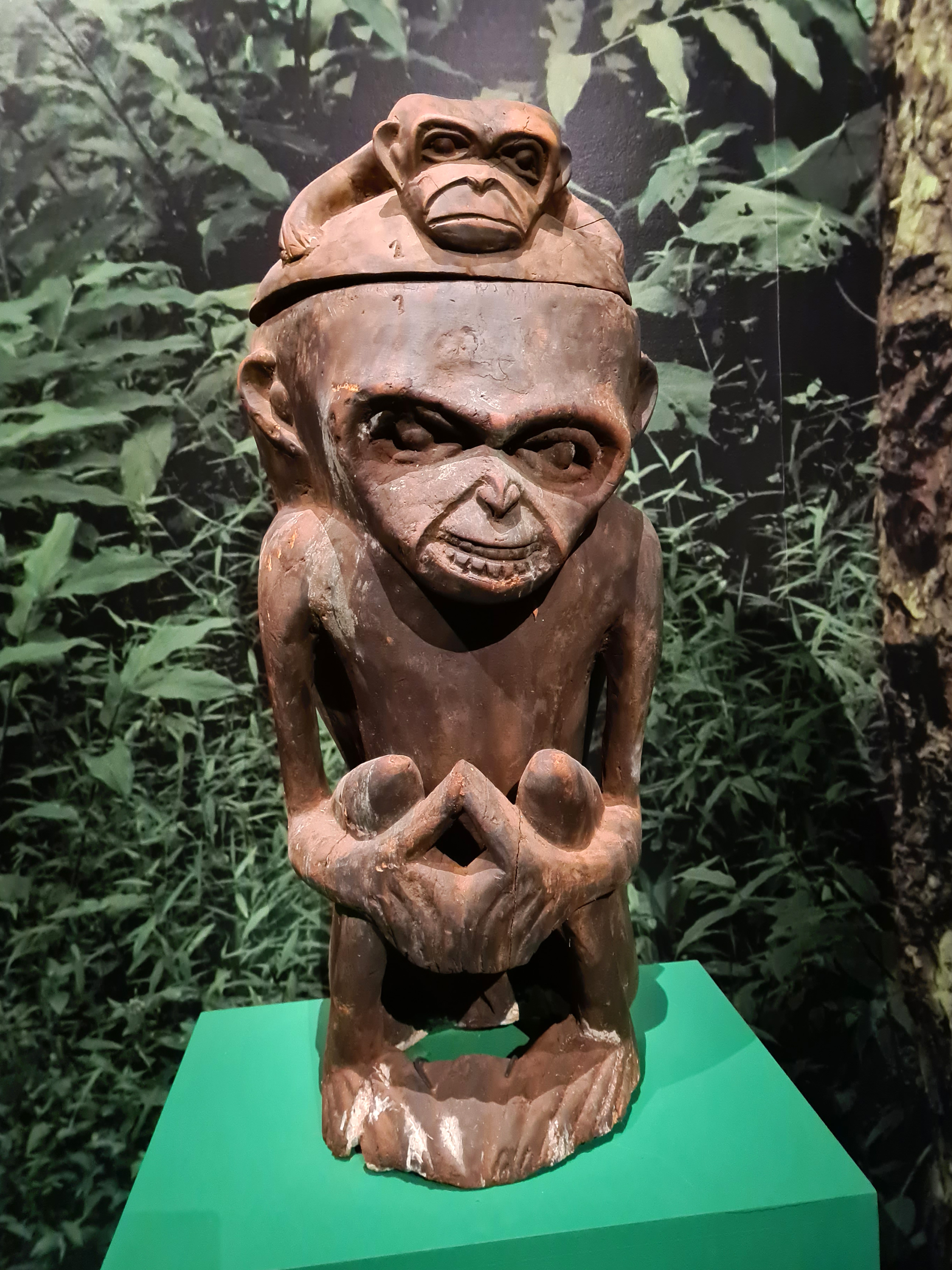
Fétiche contenant mi-homme mi-singe.
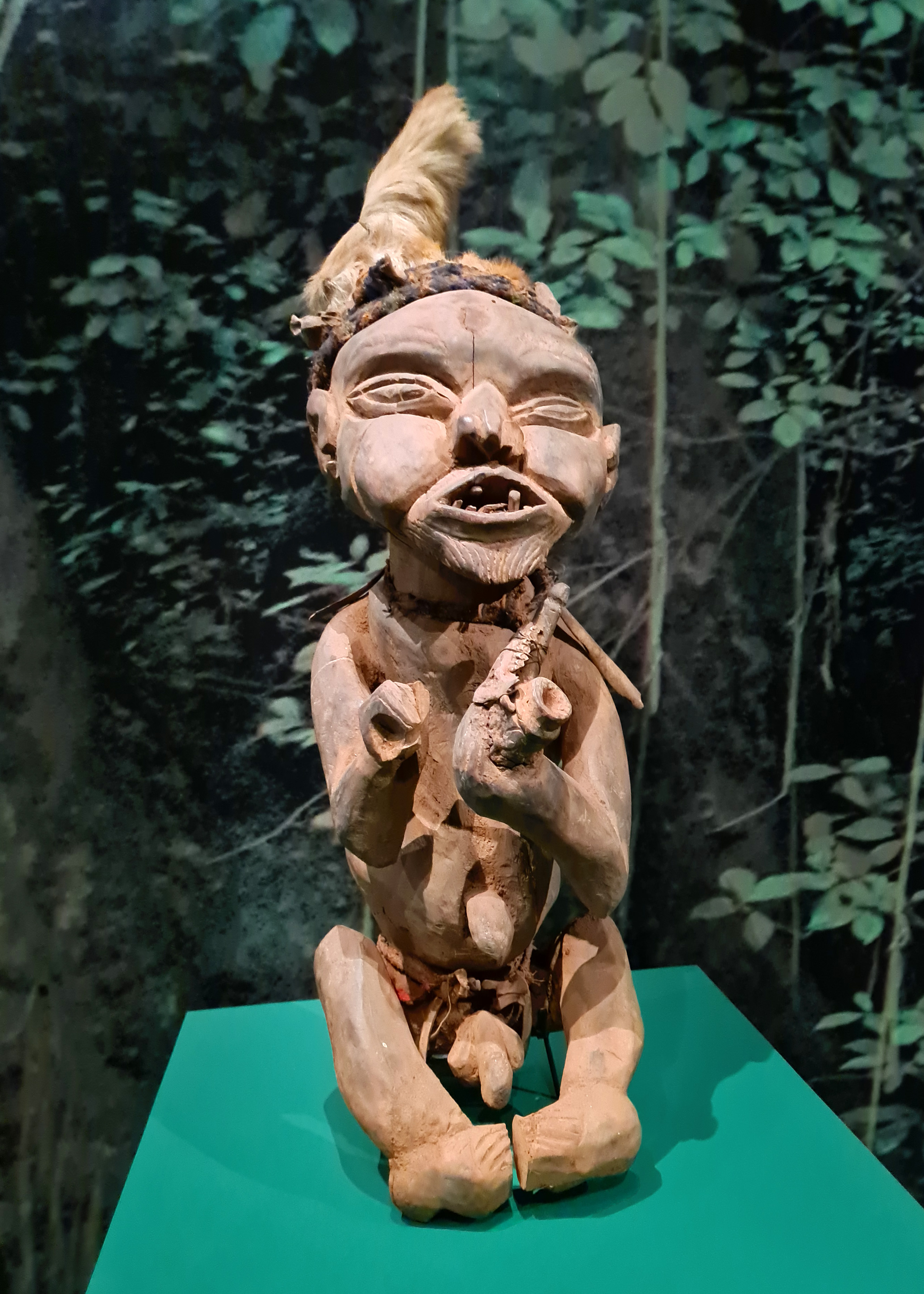
Gardien des totems.
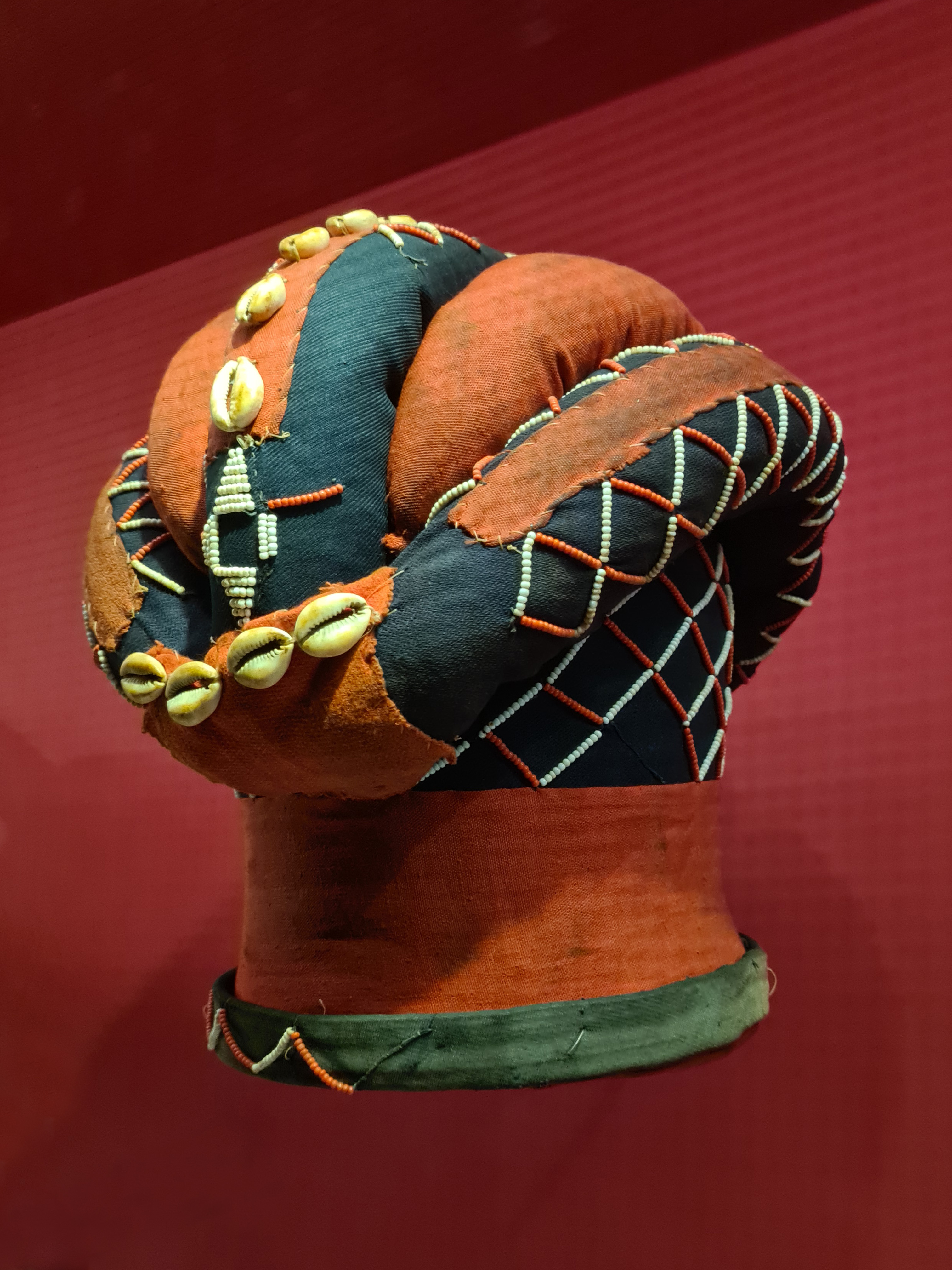
Coiffe de société secrète.
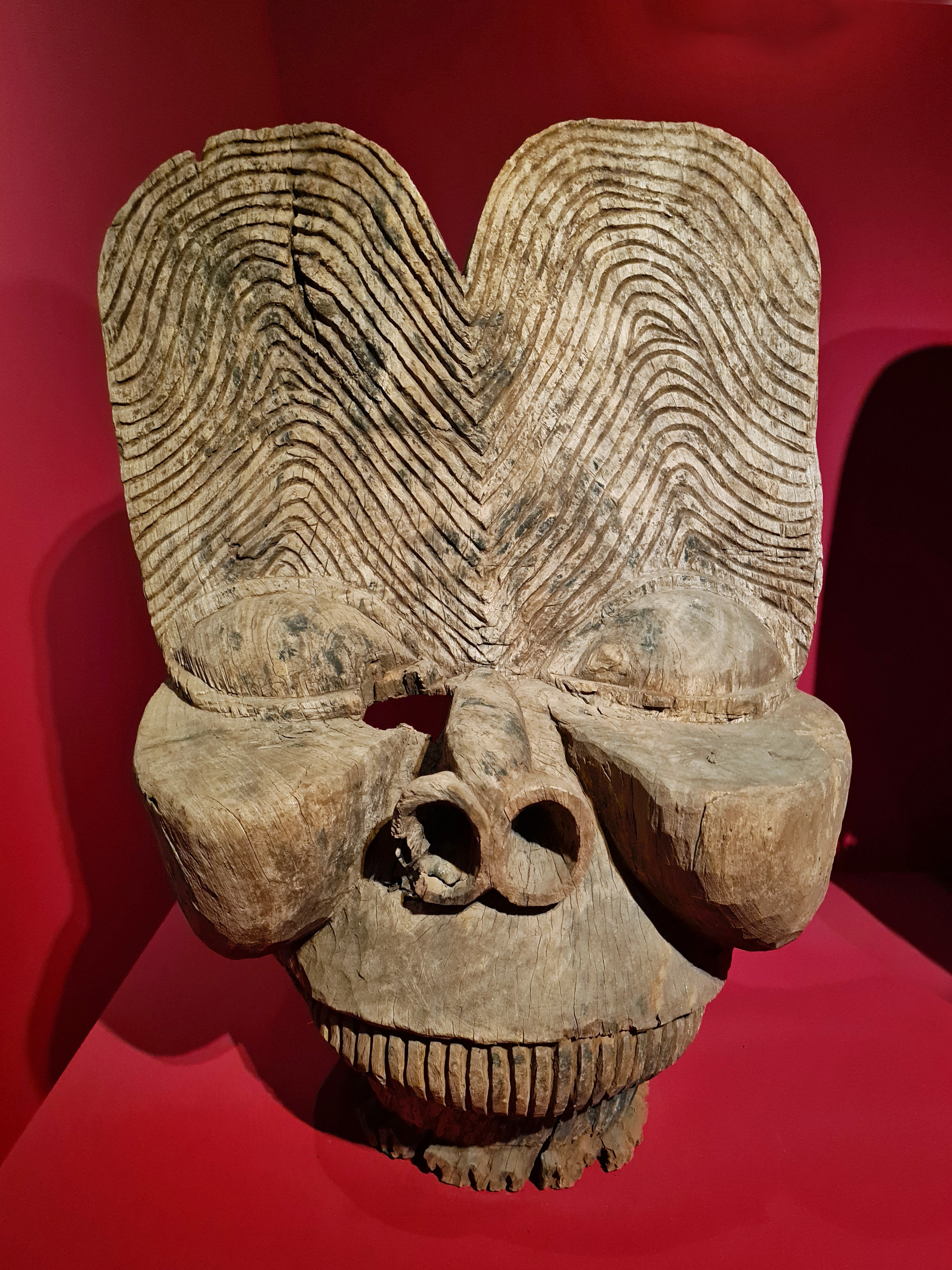
Masque dit « Batcham ».

### Quartiers
Le groupement de Bamendjo est constitué de 15 quartiers : Bafemto, Bagong, Bakadjou, Bakatou, Bakep, Bametegou, Bamongo, Bandjinsi, Bassi, Batchiepa, Batoussop, Batsela 1, Batsela 2, King Place, Motsa.

### Langue
Le territoire de Bamendjo appartient à l'aire linguistique du ngomba, de même que les groupements de Bamendjinda, Bamesso, Babeté, et Bamenkombo.